# Sambourg
Sambourg é uma comuna francesa na região administrativa de Borgonha-Franco-Condado, no departamento de Yonne. Estende-se por uma área de 12,71 km². Em 2010 a comuna tinha 78 habitantes (densidade: 6,1 hab./km²).